# Zanclea implexa
Zanclea implexa is een hydroïdpoliep uit de familie Zancleidae. De wetenschappelijke naam van de soort werd in 1856 gepubliceerd door Joshua Alder.